# Epipenaeon fissurae
Epipenaeon fissurae är en kräftdjursart som beskrevs av Brian Frederick Kensley 1974. Epipenaeon fissurae ingår i släktet Epipenaeon och familjen Bopyridae. Inga underarter finns listade i Catalogue of Life.